# 青空レコード
青空レコード（あおぞらレコード。英語名：Aozora Records）は日本のインディーズレーベルである。芸能事務所クリアスカイコーポレーションのグループ会社。傘下に「G.M.T」レーベルがある。

## 概要
シンガーソングライター・矢井田瞳のプライベートレーベルとしてクリアスカイコーポレーション所属の歌手・音楽プロデューサーの片岡大志が2000年に設立。

## 沿革
2000年、独立系レーベルとして発足。同年5月、矢井田瞳のシングル「Howling」を彼女の地元である関西地区限定でインディーズで発売。その後、レコード会社数社による争奪戦の末に東芝EMIがメジャーでの販売権を獲得。同年7月、矢井田瞳のメジャー・デビュー・シングル「B'coz I Love You」、10月に同メジャー第2弾シングル「my sweet darlin'」を東芝EMIよりリリース。以降、青空レコードの日本での販売は一部を除いて東芝EMIに委託されることになる。
2005年10月、東芝EMIとの契約を解消。以降、CD販売はエイベックスの「エイベックス・マーケティング・コミュニケーションズ」に委託することになる。同年2月、SATOMI'のデビュー・シングル「love shouts」を九州限定でリリース。5月、SATOMI'のメジャー・デビュー・シングル「Yesterday/Love to stay」をavex traxからリリース。2011年4月、クリアスカイコーポレーションと共に事務所を移転。2017年10月4日、木島ユタカがメジャー・デビュー・シングル「十年経てば」をavex traxよりリリース。

## これまでに所属したアーティスト
- 矢井田瞳
- MARY LOU LORD（米）（日本でのCD再発売など）
- SATOMI'
- 木島ユタカ
- Can'no
- IMOGEN HEAP（英）（日本でのCD再発売など）